# I Don’t Know Who You Are
I Don’t Know Who You Are ist ein Filmdrama von M.H. Murray. Der Film feierte im September 2023 beim Toronto International Film Festival seine Premiere.

## Handlung
Benjamin lebt in Toronto, verdient sein Geld als Musiker und unterrichtet auch einige Schüler. Die Beziehung mit seinem Freund Oscar ging in die Brüche. Seine Freundin Ariel wundert sich, dass Benjamin mit seinem neuen Freund Malcolm noch keinen Sex hatte, obwohl sie schon seit drei Wochen zusammen sind.
Nach einem sexuellen Übergriff befürchtet Benjamin, sich mit HIV infiziert zu haben. Ariel hilft ihm, an die erste Dosis einer PrEP-Behandlung zu gelangen, die eine Infektion verhindern soll. Er muss diese Medikamente jedoch drei Monate lang nehmen, wenn sie richtig wirken sollen. In der Apotheke erfährt er, dass seine Krankenversicherung die Kosten hierfür nicht übernimmt. Die Medikamente für die drei Monate sollen 919,19 Kanadische Dollar kosten, doch soviel Geld hat Benjamin nicht, und er kennt auch niemanden, der ihm so viel Geld leihen könnte.

## Produktion

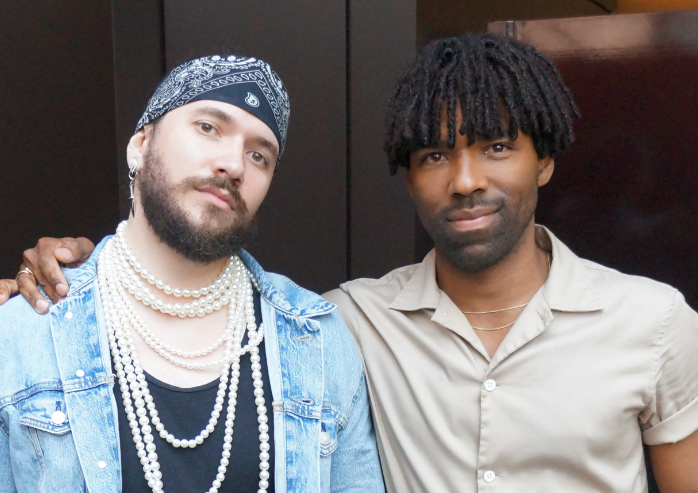
Regisseur M.H. Murray und Hauptdarsteller Mark Clennon beim Toronto International Film Festival

Regie führte M.H. Murray, der auch das Drehbuch schrieb. Die Geschichte basiert teilweise auf Murrays eigenen Erfahrungen, als er sich nach einem sexuellen Übergriff durch das Gesundheitssystem navigieren musste, um eine PrEP-Behandlung zu erhalten.
Mark Clennon spielt in der Hauptrolle Benjamin. In dieser Rolle war er bereits in Murrays Kurzfilm Ghost zu sehen. In I Don't Know Who You Are gibt er sein Spielfilmdebüt. Gemeinsam mit dem Regisseur, Martine Brouillet und Victoria Long tritt Clennon auch als einer der Produzenten des Films in Erscheinung. Nat Patricia Manuel spielt seine Freundin Ariel. Kevin A. Courtney spielt Benjamins Ex-Freund Oscar und Anthony Diaz seinen neuen Freund Malcolm.
Die Dreharbeiten fanden in Toronto statt. Mit Kameramann Dmitry Lopatin arbeitete der Regisseur ebenfalls bereits für seinen Kurzfilm Ghost zusammen.
Spencer Creaghan, der die Filmmusik beisteuerte, war in der Vergangenheit für Filme wie Black Water von Pasha Patriki, Quickening von Haya Waseem und die Fernsehserie Slasher tätig. Auch mit ihm arbeitete der Regisseur für Ghost zusammen.
Die Premiere des Films fand am 7. September 2023 beim Toronto International Film Festival statt. Ende September 2023 wurde er beim Calgary International Film Festival vorgestellt. Ende Februar, Anfang März 2024 wurde I Don't Know Who You Are beim Glasgow Film Festival gezeigt.

## Rezeption

### Kritiken
Von den bei Rotten Tomatoes aufgeführten Kritiken sind alle positiv.

### Auszeichnungen
Calgary International Film Festival 2023
- Nominierung als Bester kanadischer Spielfilm (M.H. Murray)[4]